# گیرش بلومبرگ
گیرش بلومبرگ (انگلیسی: Girsh Blumberg؛ زاده ۶ فوریهٔ ۱۹۵۹) یک دانشمند اهل  استونی/ ایالات متحده آمریکا است.